# برنارد رامزي
برنارد رامزي (بالإنجليزية: Bernard Ramsey)‏ هو شخصية أعمال أمريكي، ولد في 10 نوفمبر 1915 في ماكون في الولايات المتحدة، وتوفي في 11 يوليو 1996 في نيويورك في الولايات المتحدة.